# Estoril
Estoril è una ex freguesia portoghese del comune di Cascais, che aveva un'estensione di 8,79 km² e 26 397 abitanti (2011).  
La freguesia è stata soppressa in seguito alla riorganizzazione amministrativa del 2012-2013, che ne ha determinato l'accorpamento con la freguesia di Cascais. Le due entità territoriali hanno dato vita alla nuova freguesia di União das Freguesias de Cascais e Estoril, o semplicemente Cascais e Estoril.

## Storia
Ad Estoril furono firmato gli accordi di Bicesse, che posero fine alla guerra civile angolana.

## Economia
Estoril è una località di villeggiatura balneare che può contare su attrazioni quali la vicinanza della capitale, una rete efficiente di trasporto e di accesso stradale, il Parco Naturale di Sintra-Cascais, numerosi hotel a 4 e 5 stelle, il più grande casinò d'Europa, un autodromo e diversi campi da golf.

## Sport

### Calcio
La principale squadra di calcio della località è il Grupo Desportivo Estoril Praia, la quale disputa le proprie partite casalinghe allo Stadio António Coimbra da Mota.

### Tennis
Nella località si svolge annualmente il torneo di tennis Estoril Open.

### Automobilismo e Motociclismo
Il Circuito di Estoril è un circuito che ha ospitato l'annuale gara di Formula 1 dal 1984 al 1996, il gran premio del Motomondiale dal 2000 al 2012 e 6 gran premi di Superbike (1988, 1993, 2020-2022 e dal 2024) e, come competizioni secondarie, anche alcune gare del Campionato del mondo turismo. L'attuale tempo record per la Formula 1 è stato stabilito nel 1993 da Damon Hill su Williams-Renault; per il Motomondiale è stato stabilito nel 2012 da Jorge Lorenzo su Yamaha M1 1000cc.